# Milan Skating Hockey Club 1929
Questa pagina raccoglie le informazioni riguardanti il Milan Skating Hockey Club nelle competizioni ufficiali della stagione 1929.

## Rosa
| N° | Naz.              | Ruolo | Sportivo       |  |  |  |
| -- | ----------------- | ----- | -------------- |  |  |  |
|    | Italia (bandiera) | E     | Bortolini      |  |  |  |
|    | Italia (bandiera) | P     | Vittorio Mutti |  |  |  |
|    | Italia (bandiera) | E     | Fernando Pera  |  |  |  |
|    | Italia (bandiera) | E     | Pio Rasponi    |  |  |  |
|    | Italia (bandiera) | E     | Orazio Zorloni |  |  |  |

## Risultati

### Divisione Nazionale

#### Prima fase
| Milano 18 maggio 1929 | Milan | 0 – 6 | Novara |  |

| Padova 30 maggio 1929 | Patavium | 7 – 0 | Milan |  |